# Flugunfall bei Calabasas 2020
Der Flugunfall bei Calabasas 2020 ereignete sich am 26. Januar 2020. An diesem Tag wurde ein auf dem John Wayne Airport zu einem Flug nach Camarillo gestarteter Hubschrauber vom Typ Sikorsky S-76B der Island Express Holdings Inc. bei Nebel und schlechter Sicht durch den Piloten bei Calabasas, Kalifornien gegen einen Berg gesteuert, wobei alle neun Insassen starben. Unter den Opfern befanden sich der Basketballspieler Kobe Bryant sowie dessen zweitälteste Tochter Gianna.

## Hubschrauber
Bei dem betroffenen Hubschrauber handelte es sich um einen 1991 gebauten Sikorsky S-76B mit der Werknummer 760379. Der Hubschrauber wurde zunächst mit dem Luftfahrzeugkennzeichen N9UT auf den Hersteller zugelassen. Im Jahr 2007 wurde der mit einer VIP-Ausstattung versehene Hubschrauber mit dem Kennzeichen N761LL auf die Regierung des Bundesstaates Illinois zugelassen und durch den Gouverneur des Bundesstaates genutzt. Im Dezember 2014 wurde der ausgemusterte Hubschrauber auf einer Online-Auktion des Bundesstaates Illinois meistbietend versteigert. Im September 2015 übernahm die Island Express Holding Corp. in Van Nuys, Kalifornien die Maschine und ließ sie mit dem Luftfahrzeugkennzeichen N72EX zu. Im Jahr 2016 erhielt der Hubschrauber eine schwarz-graue Folierung mit Nike-Logo, verblieb jedoch ansonsten in seiner Original-Bemalung. Die Folierung wurde zu einem späteren Zeitpunkt entfernt.

## Insassen
An Bord befanden sich der Basketballspieler Kobe Bryant sowie dessen 13-jährige Tochter Gianna Maria-Onore Bryant, die auf dem Weg zu einem Basketballspiel waren, an dem Gianna teilnehmen sollte. Es befanden sich sechs weitere Passagiere an Bord, darunter John Altobelli, der leitende Basketballtrainer des Orange Coast College, der den Flug mit seiner Frau und Tochter angetreten hatte. Pilot war der 50-jährige, armenischstämmige US-Amerikaner Ara Zobayan, der über 8000 Stunden Flugerfahrung verfügte. Der Pilot galt als sehr gelassen und professionell. Zobayan sei zudem einer der wenigen Piloten gewesen, von denen sich Bryant habe fliegen lassen.

## Unfallhergang

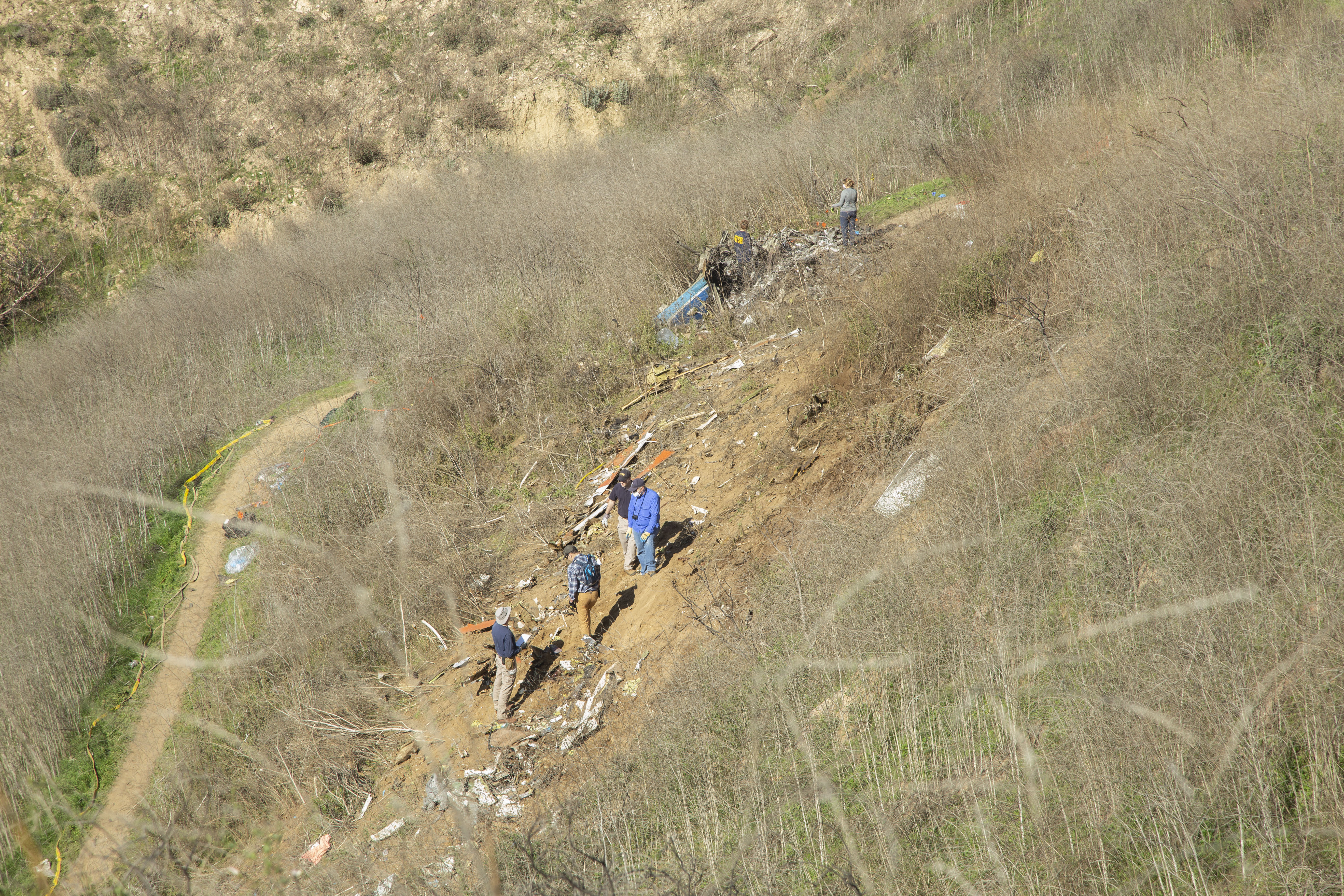
Die Stelle, an der sich der Aufprall ereignete

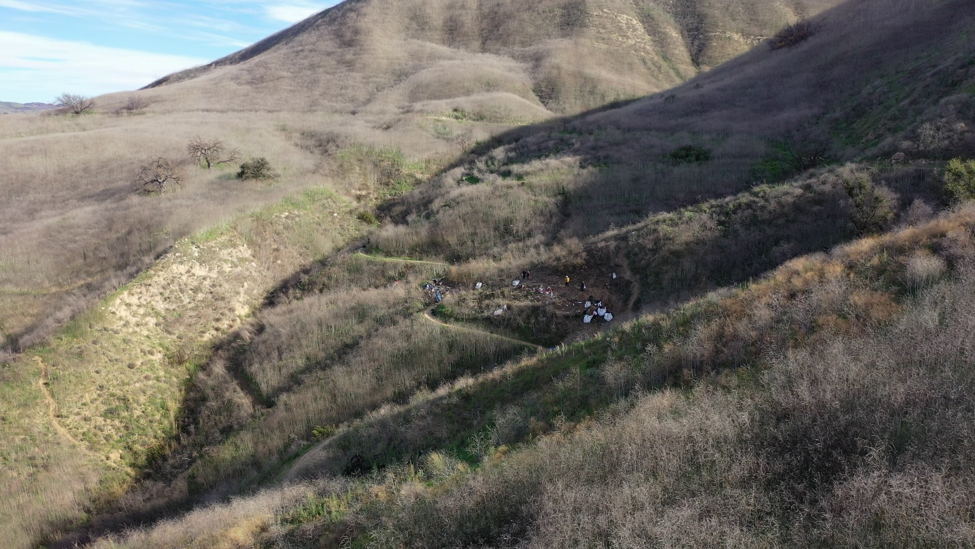
Drohnenstandbild von der Position, an der das letzte Signal des ADS-B empfangen wurde. Im Mittelpunkt die Unfallstelle

Der Hubschrauber startete um 09:07 Uhr vom John Wayne Airport zu dem Charterflug. Der Flug sollte nach Sichtflugregeln durchgeführt werden. Nach dem Start wurde der Hubschrauber in Höhen von maximal 1700 Fuß geflogen, wobei er die meiste Zeit über in einer Flughöhe von 400 bis 600 Fuß über dem Boden blieb. Zobayan, der nur für Sichtflüge lizenziert war, wurde zunächst von der Flugsicherung in Burbank keine Erlaubnis erteilt, in den dortigen Kontrollbereich einzufliegen, da die dortigen Wetterbedingungen unter den Minima lagen. Er beantragte daraufhin eine Sonder-VFR Freigabe, mit dem der Flug unter reduzierten Sichtweiten möglich ist. Die Freigabe hierfür wurde erteilt, jedoch musste der Hubschrauber daraufhin 12 Minuten lang Warteschleifen fliegen, da das Verfahren vorsah, dass der Weiterflug erst gestattet ist, wenn sich keine weiteren Fluggeräte im Kontrollbereich befinden. Der Wetterbericht wies Wolkenfronten in Höhen von 1100 Fuß bis 2400 Fuß aus, die Sichtweite habe gemäß den Wetterprognosen 2,5 Meilen bei leichtem Nebel betragen. Tatsächlich herrschte im San Fernando Valley aber dichter Nebel und praktisch keine Sicht. Als sich der Helikopter um 09:44:34 Uhr über dem U.S. Highway 101 und hügeligem Gelände befand, meldete Zobayan, dass er sein Fluggerät hochziehen würde, um durch die Wolkenschicht hindurch bis über die Wolkendecke zu fliegen und der Hubschrauber stieg um 1500 Fuß pro Minute. Zur gleichen Zeit begann er, zunehmend nach links abzudrehen, womit er weitgehend dem Straßenverlauf des U.S. Highway 101 folgte, der hinter Calabasas ebenfalls in eine Linkskurve führt. Etwa 36 Sekunden später und als sich der Hubschrauber immer noch im Steigflug befand, drehte er noch weiter nach links ab, womit er sich vom Straßenverlauf des U.S. Highway 101 zunehmend entfernte. Der Helikopter erreichte eine Flughöhe von 2370 Fuß über Meereshöhe und damit 1600 Fuß über Grund, als er beim Flug der Linkskurve steil zu sinken begann. Als sich der Hubschrauber um 09:45:17 Uhr im Sinkflug befand, forderte der Fluglotse Zobayan auf, ihm seine Absichten mitzuteilen, woraufhin dieser antwortete, dass er auf 4000 Fuß über Meereshöhe steigen wollte. Zeugen am Boden beobachteten, wie der in einem steilen, linkswärtigen Sinkflug befindliche Hubschrauber eine bis zwei Sekunden vor dem Aufprall durch die Wolkenschicht brach und auf einem Hang aufschlug. Ein Brand brach aus, alle neun Insassen kamen ums Leben.

## Ursache
Das National Transportation Safety Board übernahm nach dem Unfall die Ermittlungen zur Unfallursache. Der Abschlussbericht wurde am 9. Februar 2021 veröffentlicht. Die Ermittler kamen darin zu dem Ergebnis, dass der Unfall durch die Entscheidung des Piloten, den Flug im Sichtflug unter Instrumentenbedingungen durchzuführen, verursacht wurde. Des Weiteren hat er sein Training missachtet und wichtige Maßnahmen, die gelehrt wurden und die er selbst als leitender Pilot der Fluggesellschaft vermittelte, nicht befolgt. Dazu hätte gehört, umzukehren oder zumindest vor dem Einflug in die dichte Wolkendecke die Geschwindigkeit von 160 Knoten zu senken und den Hubschrauber mithilfe des Autopiloten über die Wolkendecke steigen zu lassen. Stattdessen versuchte er, mit einer Steiggeschwindigkeit über die Wolken zu steigen, welche im Flug per Autopilot nicht möglich gewesen wäre. In der Wolkendecke sei Zobayan einer räumlichen Desorientierung und damit einer Sinnestäuschung erlegen, womit er glaubte, sich im Steigflug zu befinden, während er mit dem Hubschrauber eine Friedhofsspirale flog. Die Sinnestäuschung sei wahrscheinlich durch die Aufforderung der Flugsicherung, den Transponder des Hubschraubers einzuschalten, wofür Zobayan sich während des kritischen Augenblicks des Durchfliegens einer dichten Wolkendecke vorlehnen musste, verstärkt worden. Schließlich habe Zobayan die Kontrolle über den Hubschrauber verloren. Als beitragende Faktoren wurden ein selbst erzeugter Zeitdruck durch den Piloten sowie eine kognitive Verzerrung („plan continuation bias“) bei ihm vermutet. Die Ermittler waren daher der Ansicht, dass beides dem sehr freundschaftlichen Verhältnis zu Kobe Bryant geschuldet war. Kobe Bryant habe auf vorangegangenen Flügen nie Druck auf Piloten ausgeübt, Zobayan habe somit offenbar den Flug fortgesetzt, um Kobe Bryant nicht zu enttäuschen. Diese Faktoren hätten sich auf seine Entscheidungsfindungsprozesse ausgewirkt. Als weiterer beitragender Faktor wurde die unzureichende Überwachung der Einhaltung der Sicherheitsprozeduren durch die Island Express Holding Inc. bemängelt.